# Museo nacional de Nepal
El Museo nacional de Nepal (en nepalí: राष्ट्रिय संग्रहालय) es una atracción popular en la capital del país asiático de Nepal, Katmandú. Tiene cerca de un siglo de existencia, y se destaca tanto como destino turístico como símbolo histórico para esa nación. Al ser el museo más grande del país desempeña un papel importante a nivel local en trabajos arqueológicos así como en el desarrollo de los museos. En Katmandú, el monumento sirve para revivir las batallas libradas en los campos de Nepal.